# Johann Fischart
Johann Baptist Friedrich Fischart, zvaný Mentzer (asi 1545–1591), byl právník, teolog a jeden z nejvýznamnějších německých spisovatelů a satiriků v době protireformace. Mezi jeho nejznámější díla patří satiry Das glückhafft Schiff von Zürich (Šťastná loď z Curychu) a Affentheurlich Naupengeheurliche Geschichtklitterung (Dobrodružný a neslýchaný propletenec historek).

## Život
O Fischartově dětství toho není moc známo. S největší pravděpodobností se narodil kolem roku 1545 ve Štrasburku (podle některých zpráv je však jeho rodným městem Mohuč). Vystudoval nejprve štrasburské gymnázium, poté studoval ve Wormsu u Kaspara Scheida, o němž píše jako o svém „bratranci a mentorovi“. Během svého života navštívil celou řadu zemí, mj. Itálii, Nizozemí, Francii či Anglii. Po návratu z cest se stal v Basileji doktorem práv.
Většinu svých děl napsal mezi lety 1575–1581. V té době žil s manželem své sestry Bernhardem Jobinem, štrasburským tiskařem, který se významným způsobem podílel na vydání mnoha Fischartových knih. V roce 1581 nastoupil Fischart jako advokát k Říšskému komornímu soudu ve Špýru. Roku 1583 se oženil a byl jmenován vyšším správním úředníkem ve Forbachu, kde také v roce 1591 zemřel.
Díky svým cestám se Fischart vyznal nejen v literatuře antické, ale také italské, francouzské, nizozemské a anglické. Ve svých satirách se strefoval do všech problémů veřejného i soukromého života tehdejší doby: brojil nejen proti astrologii, pedantství scholastiků či úpadku mravů, ale také proti jezuitům (které často nazýval Jesuwider, tj. „Ježíšovými odpůrci“), papežství a životnímu stylu kněží. Kromě satiry se jeho díla vyznačují i dvojsmysly a obscénními narážkami, výrazně se v nich projevují i Fischartovy republikánské názory.

## Vliv
Fischartovy kdysi tak populární spisy upadly jen několik desítek let po jeho smrti v zapomnění. Předmětem akademického zájmu se jeho dílo stalo až koncem 19. století, kdy jej znovuobjevili Johann Jakob Bodmer a Gotthold Ephraim Lessing.
Fischartův básnický styl se vyznačuje výmluvností, zvukomalebností a vtipem. S němčinou zacházel velmi volně, často si vymýšlel nová slova a fráze, jeho jazyk je velmi symbolický. Pro svá díla často volil starší předlohy či náměty, které však zpracovával neotřelým způsobem. V jeho díle lze rovněž nalézt první pokus o hexametr v německy psané literatuře.

## Dílo

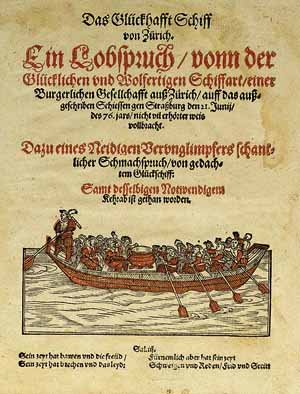
Titulní strana knihy Das glückhafte Schiff von Zürich

Vzhledem k tomu, že Fischard tvořil pod celou řadou nejrůznějších pseudonymů (např. Mentzer, Menzer, Reznem, Huidrich Elloposkleros, Jesuwalt Pickhart či Ulrich Mansehr von Treubach), se objevují pochybnosti, zdali je skutečně autorem všech jemu připisovaných děl.
Za skutečně autentické se považuje něco přes 50 satir a dalších prozaických či veršovaných děl, mezi něž patří například:
- Nachtrab oder Nebelkräh (Noční havran aneb Popelavá vrána; 1570) – satira na jistého Jakoba Rabeho, který konvertoval k římskokatolické církvi
- Der Barfüßer Secten und Kuttenstreit (Svár bosáckých sekt a kuten; 1570) – polemika namířená proti františkánovi Johannesu Nasovi
- Von St. Dominici des Predigermönchs und St. Francisci Barfüssers artlichem Leben (1571) – báseň napsaná na obranu protestantů
- Eulenspiegel Reimensweis (Zveršovaný Enšpígl; 1571) – dílo inspirované enšpíglovskou látkou
- Aller Praktik Grossmutter (1572) – inspirováno Rabelaisovým dílem Prognostication Pantagrueline
- Flöh Haz, Weiber Traz (Hon na blechy, nenávist žen; 1573) – zvířecí satira o boji blech s ženami
- Affentheurlich Naupengeheurliche Geschichtklitterung (Dobrodružný a neslýchaný propletenec historek) – volné pokračování Rabelaisova románu Gargantua a Pantagruel (1575)
- Das glückhafft Schiff von Zürich (Šťastná loď z Curychu; 1576) – báseň o dobrodružství skupiny měšťanů, kterým se za jediný den podařilo po Rýnu doplout z Curychu do Štrasburku
- Der heilig Brotkorb (1580) – inspirováno Kalvínovým Traité des reliques
- Das Jesuiterhütlein (Klobouček jezuitů; 1580) – veršovaná satira na jezuity, v níž Fischart popisuje peklo jako továrnu vyrábějící pokrývky hlavy pro katolické hodnostáře

Dále je také autorem řady kratších básní (zejména politického či náboženského charakteru) a pamfletů. Rovněž se mu připisují některé chvalozpěvy, žalmy a duchovní písně, které vyšly ve štrasburském zpěvníku v roce 1567.